# Earl Johnson
Earl Johnson   (Woodstock, 10 de març de 1891 - Pittsburgh, novembre 1965) va ser un atleta estatunidenc, especialitzat en curses de fons, que va competir durant la dècada de 1920. Va ser el primer fondista estatunidenc negre destacat.
El 1920 va prendre part en els Jocs Olímpics d'Anvers, on quedà eliminat en sèries de la cursa dels 10.000 metres del programa d'atletisme. Quatre anys més tard, als Jocs de París, disputà dues proves del programa d'atletisme. Guanyà la medalla de plata en la prova del cros per equips, fent equip amb Arthur Studenroth i August Fager, i la de bronze en la de cros individual.

## Millors temps
- 10.000 metres. 32' 17.0" (1924)[1]